# Liste des départements français
Pour un article plus général, voir Département français.
Cet article présente la liste des départements français actuels, ainsi que les principaux indicateurs les caractérisant.
Le département est une division territoriale qui peut être soit une circonscription administrative, soit le territoire d'exercice de la collectivité départementale. Le chef-lieu de département est en général le siège de la préfecture et des services de la collectivité, mais quelques exceptions existent.
Il existe 101 départements en tant que circonscriptions administratives et 94 départements en tant que collectivités territoriales. Leurs numérotations ont été modifiées au fil du temps.

## Définition du département
|                              | Circonscriptions départementales de l'État | Collectivités territoriales disposant des compétences départementales | Collectivités territoriales disposant des compétences départementales     | Collectivités territoriales disposant des compétences départementales |
| Départements de droit commun | Circonscriptions départementales de l'État | Département à statut particulier (CeA)                                | Collectivités à statut particulier ou collectivités territoriales uniques |                                                                       |
| ---------------------------- | ------------------------------------------ | --------------------------------------------------------------------- | ------------------------------------------------------------------------- | --------------------------------------------------------------------- |
| Métropole                    | 96                                         | 91                                                                    | 1                                                                         | 3                                                                     |
| Outre-mer                    | 5                                          | 2                                                                     | –                                                                         | 3                                                                     |
| France (hors COM)            | 101                                        | 93                                                                    | 1                                                                         | 6                                                                     |
| France (hors COM)            | 101                                        | 100                                                                   |                                                                           |                                                                       |

Le département est une division administrative française résultant de l'organisation territoriale fortement hiérarchisée de la France, héritée de la Révolution. Depuis la IIIe République, l'État concède progressivement des pouvoirs accrus aux collectivités locales que sont le département et la commune. Depuis les lois de décentralisation de 1982, 1992 et 1999, l'administration territoriale est partagée entre l'État (les circonscriptions administratives de droit commun sont au nombre de trois : la circonscription régionale, la circonscription départementale et l'arrondissement) et les collectivités territoriales (commune, département, région et collectivités à statut particulier).
Ainsi la notion de département, en tant que division territoriale, désigne à la fois le territoire de compétence de l'État (circonscription administrative) et celui de compétence du conseil départemental. Jusqu'en 2015, ces territoires se superposaient. En 2011, Mayotte est devenue la deuxième collectivité territoriale unique (regroupant les compétences d'une région et d'un département) à entrer en vigueur. La Guyane et la Martinique ont suivi en 2015. Dans les trois cas, les territoires sont administrés au titre de l'État par un préfet et sont donc des départements en tant que tels.
Un cas spécifique intervient avec la création de la métropole de Lyon le 1er janvier 2015. Le territoire de compétence de l'État (département du Rhône) reste inchangé et le territoire de compétence du conseil départemental du Rhône se réduit à l'ancien département du Rhône privé du territoire administré par la métropole. Le 1er janvier 2018 est créée la collectivité de Corse, collectivité unique désormais compétente sur les anciens territoires de compétence des conseils départementaux de Corse-du-Sud et de Haute-Corse. Aucune réorganisation des services de l'État n'est concomitante et les départements de Corse-du-Sud et de Haute-Corse sont donc maintenus.
Le 1er janvier 2019, le département et la commune de Paris, qui étaient auparavant des collectivités distinctes, sont fusionnés en une collectivité à statut particulier nommée Ville de Paris.
Le 1er janvier 2021, les collectivités territoriales du Bas-Rhin et du Haut-Rhin sont fusionnées au sein de la collectivité européenne d'Alsace, une collectivité territoriale qui n'est pas à statut particulier et qui a sa propre législation.

## Départements actuels

### Glossaire des indicateurs
- Arrondissement : circonscription administrative de droit commun. Situation au 1er janvier 2024.
- Canton : circonscription électorale, territoire d'élection des conseillers départementaux. Situation au 1er janvier 2024.
- Chef-lieu : centre administratif d'une circonscription territoriale (le département en l'occurrence) où sont groupés les divers services publics afférents à cette circonscription (préfecture, siège du conseil départemental). La nature des services publics de l'État est précisée (préf. dép. = préfecture départementale, préf. rég. et dép. = préfecture régionale et de département, sous-préf = sous-préfecture). Le siège du conseil départemental est par principe au chef-lieu. Lorsque ce n'est pas le cas, ceci est précisé en note.
- Circonscription législative : circonscription électorale, territoire d'élection des députés. Situation au 1er janvier 2022. Aux 558 députés dans les départements français, il convient d'ajouter les 19 députés des circonscriptions suivantes : Nouvelle-Calédonie (2), Polynésie française (3), Saint-Barthélemy et Saint-Martin (1), Saint-Pierre-et-Miquelon (1), Wallis-et-Futuna (1) et Français établis hors de France (11), soit 577 députés.
- Code : code du département défini dans le Code officiel géographique de l'Institut national de la statistique et des études économiques.
- Commune : territoire de compétence de la commune, collectivité territoriale. Situation au 1er janvier 2024.
- Date de création : date d'entrée en vigueur du département.
- Densité (en habitants/km2) : nombre moyen d'habitants par unité de surface exprimée en kilomètres carrés obtenue par division de la mesure de la population municipale par la mesure de superficie définie par l'Insee (superficie fiscale).
- Nom : nom du département actuel. Le genre et le nombre du nom sont précisés (m.s. = masculin singulier, f.s. = féminin singulier, m.p. = masculin pluriel, f.p. = féminin pluriel).
- Population (en habitants) : population municipale[Note 4] officielle du département entrée en vigueur au 1er janvier 2025, correspondant aux données de population au 1er janvier 2022 dans les limites territoriales des communes existant au 1er janvier 2024.
- Région : division territoriale, à la fois circonscription administrative de droit commun (territoire de compétence des services de l'État de niveau intermédiaire entre le pays et le département) et territoire de compétence du conseil régional. Situation résultant de la réforme définie dans la loi portant nouvelle organisation territoriale de la République (loi NOTRe) de 2015.
- Superficie cadastrale (en km2) : la superficie d'une division administrative est l'aire de l'ensemble des surfaces cadastrées ou non cadastrées situées à l'intérieur des limites de la division, l'unité élémentaire de division étant la commune. Cette superficie varie selon le niveau de précision de ces limites communales (et donc du niveau de précision du cadastre) et selon le mode de calcul ou de projection cartographique, mais aussi selon le produit cartographique numérique utilisé[3],[4]. La valeur retenue dans ce tableau est celle fournie annuellement par l'Insee, correspondant à la superficie évaluée en 1975 par le service du cadastre de la direction générale des Impôts, corrigée des modifications communales intervenues depuis 1975. Elle comprend « toutes les surfaces du domaine public et privé, cadastrées ou non cadastrées, à l'exception des lacs, étangs et glaciers de plus d'un kilomètre carré [à la fin du XIXe siècle, le plancher de non comptabilité était de 4 km2], ainsi que des estuaires »[5],[6]. Cette superficie cadastrale ne correspond pas forcément à la superficie géographique de la commune. Dans le tableau, la superficie de la France métropolitaine (543 940 km2) et celle de la France entière sont égales à la somme des superficies cadastrales de chaque département et ne correspondent pas à la surface géographique de la France (551 695,42 km2, valeur établie par l'IGN et communément admise depuis 1953 pour la France métropolitaine).

### Circonscriptions départementales de l'État
La liste et le tableau suivants recensent les 101 départements en tant que circonscriptions administratives de l'État.
En France métropolitaine
- 01 : Ain
- 02 : Aisne
- 03 : Allier
- 04 : Alpes-de-Haute-Provence
- 05 : Hautes-Alpes
- 06 : Alpes-Maritimes
- 07 : Ardèche
- 08 : Ardennes
- 09 : Ariège
- 10 : Aube
- 11 : Aude
- 12 : Aveyron
- 13 : Bouches-du-Rhône
- 14 : Calvados
- 15 : Cantal
- 16 : Charente
- 17 : Charente-Maritime
- 18 : Cher
- 19 : Corrèze
- 2A : Corse-du-Sud
- 2B : Haute-Corse
- 21 : Côte-d'Or
- 22 : Côtes-d'Armor
- 23 : Creuse
- 24 : Dordogne
- 25 : Doubs
- 26 : Drôme
- 27 : Eure
- 28 : Eure-et-Loir
- 29 : Finistère
- 30 : Gard
- 31 : Haute-Garonne
- 32 : Gers
- 33 : Gironde
- 34 : Hérault
- 35 : Ille-et-Vilaine
- 36 : Indre
- 37 : Indre-et-Loire
- 38 : Isère
- 39 : Jura
- 40 : Landes
- 41 : Loir-et-Cher
- 42 : Loire
- 43 : Haute-Loire
- 44 : Loire-Atlantique
- 45 : Loiret
- 46 : Lot
- 47 : Lot-et-Garonne
- 48 : Lozère
- 49 : Maine-et-Loire
- 50 : Manche
- 51 : Marne
- 52 : Haute-Marne
- 53 : Mayenne
- 54 : Meurthe-et-Moselle
- 55 : Meuse
- 56 : Morbihan
- 57 : Moselle
- 58 : Nièvre
- 59 : Nord
- 60 : Oise
- 61 : Orne
- 62 : Pas-de-Calais
- 63 : Puy-de-Dôme
- 64 : Pyrénées-Atlantiques
- 65 : Hautes-Pyrénées
- 66 : Pyrénées-Orientales
- 67 : Bas-Rhin
- 68 : Haut-Rhin
- 69 : Rhône
- 70 : Haute-Saône
- 71 : Saône-et-Loire
- 72 : Sarthe
- 73 : Savoie
- 74 : Haute-Savoie
- 75 : Paris
- 76 : Seine-Maritime
- 77 : Seine-et-Marne
- 78 : Yvelines
- 79 : Deux-Sèvres
- 80 : Somme
- 81 : Tarn
- 82 : Tarn-et-Garonne
- 83 : Var
- 84 : Vaucluse
- 85 : Vendée
- 86 : Vienne
- 87 : Haute-Vienne
- 88 : Vosges
- 89 : Yonne
- 90 : Territoire de Belfort
- 91 : Essonne
- 92 : Hauts-de-Seine
- 93 : Seine-Saint-Denis
- 94 : Val-de-Marne
- 95 : Val-d'Oise

En outre-mer
- 971 : Guadeloupe
- 972[Note 5] : Martinique
- 973[Note 5] : Guyane
- 974 : La Réunion
- 976[Note 5] : Mayotte

|                                |                                |                                   |              | Subdivisions départementales | Subdivisions départementales                                                   | Subdivisions départementales | Subdivisions départementales | Subdivisions départementales | Région administrative      | Caractéristiques | Caractéristiques | Caractéristiques | Caractéristiques |
| Arrondissements                | Arrondissements                | Communes (nb)                     | Cantons (nb) | Circ. législ. (nb)           | Superficie cadastrale (en km2)                                                 | Population (année)           | Densité (en hab./km2)        | Situation                    | Région administrative      |                  |                  |                  |                  |
| Code                           | Nom                            | Communes (nb)                     | Cantons (nb) | Circ. législ. (nb)           | Superficie cadastrale (en km2)                                                 | Population (année)           | Densité (en hab./km2)        | Situation                    | Région administrative      | Chef-lieu        | Date création    | Nb               | Noms             |
| ------------------------------ | ------------------------------ | --------------------------------- | ------------ | ---------------------------- | ------------------------------------------------------------------------------ | ---------------------------- | ---------------------------- | ---------------------------- | -------------------------- | ---------------- | ---------------- | ---------------- | ---------------- |
| 01                             | Ain (m.s.)                     | Bourg-en-Bresse (préf. dép.)      | 1790         | 4                            | Belley Bourg-en-Bresse Gex Nantua                                              | 392                          | 23                           | 5                            | Auvergne-Rhône-Alpes       | 5 762,4          | 671 289 (2022)   | 116,5            |                  |
| 02                             | Aisne (f.s.)                   | Laon (préf. dép.)                 | 1790         | 5                            | Château-Thierry Laon Saint-Quentin Soissons Vervins                            | 798                          | 21                           | 5                            | Hauts-de-France            | 7 361,7          | 525 558 (2022)   | 71,4             |                  |
| 03                             | Allier (m.s.)                  | Moulins (préf. dép.)              | 1790         | 3                            | Montluçon Moulins Vichy                                                        | 317                          | 19                           | 3                            | Auvergne-Rhône-Alpes       | 7 340,1          | 334 715 (2022)   | 45,6             |                  |
| 04                             | Alpes-de-Haute-Provence (f.p.) | Digne-les-Bains (préf. dép.)      | 1790         | 4                            | Barcelonnette Castellane Digne-les-Bains Forcalquier                           | 198                          | 15                           | 2                            | Provence-Alpes-Côte d'Azur | 6 925,2          | 167 179 (2022)   | 24,1             |                  |
| 05                             | Hautes-Alpes (f.p.)            | Gap (préf. dép.)                  | 1790         | 2                            | Briançon Gap                                                                   | 162                          | 15                           | 2                            | Provence-Alpes-Côte d'Azur | 5 548,7          | 141 677 (2022)   | 25,5             |                  |
| 06                             | Alpes-Maritimes (f.p.)         | Nice (préf. dép.)                 | 1860         | 2                            | Grasse Nice                                                                    | 163                          | 27                           | 9                            | Provence-Alpes-Côte d'Azur | 4 298,6          | 1 114 579 (2022) | 259,3            |                  |
| 07                             | Ardèche (f.s.)                 | Privas (préf. dép.)               | 1790         | 3                            | Largentière Privas Tournon-sur-Rhône                                           | 335                          | 17                           | 3                            | Auvergne-Rhône-Alpes       | 5 528,6          | 333 229 (2022)   | 60,3             |                  |
| 08                             | Ardennes (f.p.)                | Charleville-Mézières (préf. dép.) | 1790         | 4                            | Charleville-Mézières Rethel Sedan Vouziers                                     | 448                          | 19                           | 3                            | Grand Est                  | 5 229,4          | 267 204 (2022)   | 51,1             |                  |
| 09                             | Ariège (f.s.)                  | Foix (préf. dép.)                 | 1790         | 3                            | Foix Pamiers Saint-Girons                                                      | 326                          | 13                           | 2                            | Occitanie                  | 4 889,9          | 155 339 (2022)   | 31,8             |                  |
| 10                             | Aube (f.s.)                    | Troyes (préf. dép.)               | 1790         | 3                            | Bar-sur-Aube Nogent-sur-Seine Troyes                                           | 431                          | 17                           | 3                            | Grand Est                  | 6 004,2          | 311 076 (2022)   | 51,8             |                  |
| 11                             | Aude (f.s.)                    | Carcassonne (préf. dép.)          | 1790         | 3                            | Carcassonne Limoux Narbonne                                                    | 433                          | 19                           | 3                            | Occitanie                  | 6 139            | 377 773 (2022)   | 61,5             |                  |
| 12                             | Aveyron (m.s.)                 | Rodez (préf. dép.)                | 1790         | 3                            | Millau Rodez Villefranche-de-Rouergue                                          | 285                          | 23                           | 3                            | Occitanie                  | 8 735,1          | 279 736 (2022)   | 32               |                  |
| 13                             | Bouches-du-Rhône (f.p.)        | Marseille (préf. rég. et dép.)    | 1790         | 4                            | Aix-en-Provence Arles Marseille Istres                                         | 119                          | 29                           | 16                           | Provence-Alpes-Côte d'Azur | 5 087,5          | 2 069 811 (2022) | 406,9            |                  |
| 14                             | Calvados (m.s.)                | Caen (préf. dép.)                 | 1790         | 4                            | Bayeux Caen Lisieux Vire                                                       | 528                          | 25                           | 6                            | Normandie                  | 5 534,5          | 704 605 (2022)   | 127              |                  |
| 15                             | Cantal (m.s.)                  | Aurillac (préf. dép.)             | 1790         | 3                            | Aurillac Mauriac Saint-Flour                                                   | 246                          | 15                           | 2                            | Auvergne-Rhône-Alpes       | 5 726            | 144 399 (2022)   | 25,2             |                  |
| 16                             | Charente (f.s.)                | Angoulême (préf. dép.)            | 1790         | 3                            | Angoulême Cognac Confolens                                                     | 362                          | 19                           | 3                            | Nouvelle-Aquitaine         | 5 956            | 351 603 (2022)   | 59               |                  |
| 17                             | Charente-Maritime (f.s.)       | La Rochelle (préf. dép.)          | 1790         | 5                            | Jonzac Rochefort La Rochelle Saintes Saint-Jean-d'Angély                       | 463                          | 27                           | 5                            | Nouvelle-Aquitaine         | 6 863,8          | 668 160 (2022)   | 97,3             |                  |
| 18                             | Cher (m.s.)                    | Bourges (préf. dép.)              | 1790         | 3                            | Bourges Saint-Amand-Montrond Vierzon                                           | 286                          | 19                           | 3                            | Centre-Val de Loire        | 7 235            | 299 496 (2022)   | 41,4             |                  |
| 19                             | Corrèze (f.s.)                 | Tulle (préf. dép.)                | 1790         | 3                            | Brive-la-Gaillarde Tulle Ussel                                                 | 279                          | 19                           | 2                            | Nouvelle-Aquitaine         | 5 856,8          | 240 120 (2022)   | 41               |                  |
| 2A                             | Corse-du-Sud (f.s.)            | Ajaccio (préf. de Corse)          | 1976         | 2                            | Ajaccio Sartène                                                                | 124                          | 11                           | 2                            | Corse                      | 4 014,2          | 166 045 (2022)   | 41,4             |                  |
| 2B                             | Haute-Corse (f.s.)             | Bastia (préf. dép.)               | 1976         | 3                            | Bastia Corte Calvi                                                             | 236                          | 15                           | 2                            | Corse                      | 4 665,6          | 185 231 (2022)   | 39,7             |                  |
| 21                             | Côte-d'Or (f.s.)               | Dijon (préf. rég. et dép.)        | 1790         | 3                            | Beaune Dijon Montbard                                                          | 698                          | 23                           | 5                            | Bourgogne-Franche-Comté    | 8 763,2          | 537 577 (2022)   | 61,3             |                  |
| 22                             | Côtes-d'Armor (f.p.)           | Saint-Brieuc (préf. dép.)         | 1790         | 4                            | Dinan Guingamp Lannion Saint-Brieuc                                            | 348                          | 27                           | 5                            | Bretagne                   | 6 877,6          | 609 598 (2022)   | 88,6             |                  |
| 23                             | Creuse (f.s.)                  | Guéret (préf. dép.)               | 1790         | 2                            | Aubusson Guéret                                                                | 256                          | 15                           | 1                            | Nouvelle-Aquitaine         | 5 565,4          | 115 529 (2022)   | 20,8             |                  |
| 24                             | Dordogne (f.s.)                | Périgueux (préf. dép.)            | 1790         | 4                            | Bergerac Nontron Périgueux Sarlat-la-Canéda                                    | 503                          | 25                           | 4                            | Nouvelle-Aquitaine         | 9 060            | 416 325 (2022)   | 46               |                  |
| 25                             | Doubs (m.s.)                   | Besançon (préf. dép.)             | 1790         | 3                            | Besançon Montbéliard Pontarlier                                                | 569                          | 19                           | 5                            | Bourgogne-Franche-Comté    | 5 232,6          | 548 662 (2022)   | 104,8            |                  |
| 26                             | Drôme (f.s.)                   | Valence (préf. dép.)              | 1790         | 3                            | Die Nyons Valence                                                              | 363                          | 19                           | 4                            | Auvergne-Rhône-Alpes       | 6 530            | 521 432 (2022)   | 79,9             |                  |
| 27                             | Eure (f.s.)                    | Évreux (préf. dép.)               | 1790         | 3                            | Les Andelys Bernay Évreux                                                      | 585                          | 23                           | 5                            | Normandie                  | 6 039,9          | 601 305 (2022)   | 99,6             |                  |
| 28                             | Eure-et-Loir (f.s.)            | Chartres (préf. dép.)             | 1790         | 4                            | Chartres Châteaudun Dreux Nogent-le-Rotrou                                     | 365                          | 15                           | 4                            | Centre-Val de Loire        | 5 880            | 432 950 (2022)   | 73,6             |                  |
| 29                             | Finistère (m.s.)               | Quimper (préf. dép.)              | 1790         | 4                            | Brest Châteaulin Morlaix Quimper                                               | 277                          | 27                           | 8                            | Bretagne                   | 6 733            | 927 912 (2022)   | 137,8            |                  |
| 30                             | Gard (m.s.)                    | Nîmes (préf. dép.)                | 1790         | 3                            | Alès Nîmes Le Vigan                                                            | 351                          | 23                           | 6                            | Occitanie                  | 5 852,8          | 764 010 (2022)   | 130,5            |                  |
| 31                             | Haute-Garonne (f.s.)           | Toulouse (préf. rég. et dép.)     | 1790         | 3                            | Muret Saint-Gaudens Toulouse                                                   | 586                          | 27                           | 10                           | Occitanie                  | 6 309,3          | 1 456 261 (2022) | 230,8            |                  |
| 32                             | Gers (m.s.)                    | Auch (préf. dép.)                 | 1790         | 3                            | Auch Condom Mirande                                                            | 461                          | 17                           | 2                            | Occitanie                  | 6 256,8          | 192 649 (2022)   | 30,8             |                  |
| 33                             | Gironde (f.s.)                 | Bordeaux (préf. rég. et dép.)     | 1790         | 6                            | Blaye Bordeaux Langon Lesparre-Médoc Libourne Arcachon                         | 535                          | 33                           | 12                           | Nouvelle-Aquitaine         | 9 975,6          | 1 674 980 (2022) | 156,2            |                  |
| 34                             | Hérault (m.s.)                 | Montpellier (préf. dép.)          | 1790         | 3                            | Béziers Lodève Montpellier                                                     | 342                          | 25                           | 9                            | Occitanie                  | 6 101            | 1 217 331 (2022) | 199,5            |                  |
| 35                             | Ille-et-Vilaine (f.s.)         | Rennes (préf. rég. et dép.)       | 1790         | 4                            | Fougères-Vitré Redon Rennes Saint-Malo                                         | 332                          | 27                           | 8                            | Bretagne                   | 6 774,7          | 1 109 232 (2022) | 163,7            |                  |
| 36                             | Indre (f.s.)                   | Châteauroux (préf. dép.)          | 1790         | 4                            | Le Blanc Châteauroux La Châtre Issoudun                                        | 241                          | 13                           | 2                            | Centre-Val de Loire        | 6 790,6          | 216 809 (2022)   | 31,9             |                  |
| 37                             | Indre-et-Loire (f.s.)          | Tours (préf. dép.)                | 1790         | 3                            | Chinon Tours Loches                                                            | 272                          | 19                           | 5                            | Centre-Val de Loire        | 6 126,7          | 616 326 (2022)   | 100,6            |                  |
| 38                             | Isère (f.s.)                   | Grenoble (préf. dép.)             | 1790         | 3                            | Grenoble La Tour-du-Pin Vienne                                                 | 512                          | 29                           | 10                           | Auvergne-Rhône-Alpes       | 7 431,5          | 1 291 380 (2022) | 173,8            |                  |
| 39                             | Jura (m.s.)                    | Lons-le-Saunier (préf. dép.)      | 1790         | 3                            | Dole Lons-le-Saunier Saint-Claude                                              | 494                          | 17                           | 3                            | Bourgogne-Franche-Comté    | 4 999,2          | 258 405 (2022)   | 51,7             |                  |
| 40                             | Landes (f.p.)                  | Mont-de-Marsan (préf. dép.)       | 1790         | 2                            | Dax Mont-de-Marsan                                                             | 327                          | 15                           | 3                            | Nouvelle-Aquitaine         | 9 242,6          | 428 427 (2022)   | 46,4             |                  |
| 41                             | Loir-et-Cher (m.s.)            | Blois (préf. dép.)                | 1790         | 3                            | Blois Vendôme Romorantin-Lanthenay                                             | 267                          | 15                           | 3                            | Centre-Val de Loire        | 6 343,4          | 328 953 (2022)   | 51,9             |                  |
| 42                             | Loire (f.s.)                   | Saint-Étienne (préf. dép.)        | 1793         | 3                            | Montbrison Roanne Saint-Étienne                                                | 323                          | 21                           | 6                            | Auvergne-Rhône-Alpes       | 4 780,6          | 772 041 (2022)   | 161,5            |                  |
| 43                             | Haute-Loire (f.s.)             | Le Puy-en-Velay (préf. dép.)      | 1790         | 3                            | Brioude Le Puy-en-Velay Yssingeaux                                             | 257                          | 19                           | 2                            | Auvergne-Rhône-Alpes       | 4 977,1          | 228 161 (2022)   | 45,8             |                  |
| 44                             | Loire-Atlantique (f.s.)        | Nantes (préf. rég. et dép.)       | 1790         | 3                            | Nantes Saint-Nazaire Châteaubriant-Ancenis                                     | 207                          | 31                           | 10                           | Pays de la Loire           | 6 874,4          | 1 473 156 (2022) | 216,2            |                  |
| 45                             | Loiret (m.s.)                  | Orléans (préf. rég. et dép.)      | 1790         | 3                            | Montargis Orléans Pithiviers                                                   | 325                          | 21                           | 6                            | Centre-Val de Loire        | 6 775,2          | 687 063 (2022)   | 101,4            |                  |
| 46                             | Lot (m.s.)                     | Cahors (préf. dép.)               | 1790         | 3                            | Cahors Figeac Gourdon                                                          | 313                          | 17                           | 2                            | Occitanie                  | 5 216,5          | 175 620 (2022)   | 33,7             |                  |
| 47                             | Lot-et-Garonne (m.s.)          | Agen (préf. dép.)                 | 1790         | 4                            | Agen Marmande Villeneuve-sur-Lot Nérac                                         | 319                          | 21                           | 3                            | Nouvelle-Aquitaine         | 5 360,9          | 332 226 (2022)   | 62               |                  |
| 48                             | Lozère (f.s.)                  | Mende (préf. dép.)                | 1790         | 2                            | Florac Mende                                                                   | 152                          | 13                           | 1                            | Occitanie                  | 5 166,9          | 76 503 (2022)    | 14,8             |                  |
| 49                             | Maine-et-Loire (m.s.)          | Angers (préf. dép.)               | 1790         | 4                            | Angers Cholet Saumur Segré                                                     | 176                          | 21                           | 7                            | Pays de la Loire           | 7 106,6          | 828 151 (2022)   | 115,6            |                  |
| 50                             | Manche (f.s.)                  | Saint-Lô (préf. dép.)             | 1790         | 4                            | Avranches Cherbourg Coutances Saint-Lô                                         | 445                          | 27                           | 4                            | Normandie                  | 5 951,5          | 496 815 (2022)   | 83,7             |                  |
| 51                             | Marne (f.s.)                   | Châlons-en-Champagne (préf. dép.) | 1790         | 4                            | Châlons-en-Champagne Épernay Reims Vitry-le-François                           | 611                          | 23                           | 5                            | Grand Est                  | 8 169,1          | 564 107 (2022)   | 69,1             |                  |
| 52                             | Haute-Marne (f.s.)             | Chaumont (préf. dép.)             | 1790         | 3                            | Chaumont Langres Saint-Dizier                                                  | 426                          | 17                           | 2                            | Grand Est                  | 6 210,6          | 169 865 (2022)   | 27,3             |                  |
| 53                             | Mayenne (f.s.)                 | Laval (préf. dép.)                | 1790         | 3                            | Château-Gontier Laval Mayenne                                                  | 240                          | 17                           | 3                            | Pays de la Loire           | 5 175,2          | 305 437 (2022)   | 59               |                  |
| 54                             | Meurthe-et-Moselle (f.s.)      | Nancy (préf. dép.)                | 1790         | 4                            | Val-de-Briey Lunéville Nancy Toul                                              | 591                          | 23                           | 6                            | Grand Est                  | 5 245,9          | 732 898 (2022)   | 139,7            |                  |
| 55                             | Meuse (f.s.)                   | Bar-le-Duc (préf. dép.)           | 1790         | 3                            | Bar-le-Duc Commercy Verdun                                                     | 499                          | 17                           | 2                            | Grand Est                  | 6 211,4          | 180 745 (2022)   | 29,1             |                  |
| 56                             | Morbihan (m.s.)                | Vannes (préf. dép.)               | 1790         | 3                            | Lorient Pontivy Vannes                                                         | 249                          | 21                           | 6                            | Bretagne                   | 6 822,6          | 776 103 (2022)   | 113,7            |                  |
| 57                             | Moselle (f.s.)                 | Metz (préf. dép.)                 | 1790         | 5                            | Forbach-Boulay-Moselle Sarrebourg-Château-Salins Sarreguemines Thionville Metz | 725                          | 27                           | 9                            | Grand Est                  | 6 216,3          | 1 050 721 (2022) | 169              |                  |
| 58                             | Nièvre (f.s.)                  | Nevers (préf. dép.)               | 1790         | 4                            | Château-Chinon (Ville) Clamecy Nevers Cosne-Cours-sur-Loire                    | 309                          | 17                           | 2                            | Bourgogne-Franche-Comté    | 6 816,7          | 202 299 (2022)   | 29,7             |                  |
| 59                             | Nord (m.s.)                    | Lille (préf. rég. et dép.)        | 1790         | 6                            | Avesnes-sur-Helpe Cambrai Douai Dunkerque Lille Valenciennes                   | 648                          | 41                           | 21                           | Hauts-de-France            | 5 742,8          | 2 616 909 (2022) | 455,7            |                  |
| 60                             | Oise (f.s.)                    | Beauvais (préf. dép.)             | 1790         | 4                            | Beauvais Clermont Compiègne Senlis                                             | 680                          | 21                           | 7                            | Hauts-de-France            | 5 860,2          | 830 725 (2022)   | 141,8            |                  |
| 61                             | Orne (f.s.)                    | Alençon (préf. dép.)              | 1790         | 3                            | Alençon Argentan Mortagne-au-Perche                                            | 385                          | 21                           | 3                            | Normandie                  | 6 103,4          | 276 144 (2022)   | 45,2             |                  |
| 62                             | Pas-de-Calais (m.s.)           | Arras (préf. dép.)                | 1790         | 7                            | Arras Béthune Boulogne-sur-Mer Montreuil Saint-Omer Calais Lens                | 890                          | 39                           | 12                           | Hauts-de-France            | 6 671,4          | 1 460 184 (2022) | 218,9            |                  |
| 63                             | Puy-de-Dôme (m.s.)             | Clermont-Ferrand (préf. dép.)     | 1790         | 5                            | Ambert Clermont-Ferrand Issoire Riom Thiers                                    | 464                          | 31                           | 5                            | Auvergne-Rhône-Alpes       | 7 969,7          | 664 385 (2022)   | 83,4             |                  |
| 64                             | Pyrénées-Atlantiques (f.p.)    | Pau (préf. dép.)                  | 1790         | 3                            | Bayonne Oloron-Sainte-Marie Pau                                                | 545                          | 27                           | 6                            | Nouvelle-Aquitaine         | 7 644,8          | 699 473 (2022)   | 91,5             |                  |
| 65                             | Hautes-Pyrénées (f.p.)         | Tarbes (préf. dép.)               | 1790         | 3                            | Argelès-Gazost Bagnères-de-Bigorre Tarbes                                      | 469                          | 17                           | 2                            | Occitanie                  | 4 464            | 231 453 (2022)   | 51,8             |                  |
| 66                             | Pyrénées-Orientales (f.p.)     | Perpignan (préf. dép.)            | 1790         | 3                            | Céret Perpignan Prades                                                         | 226                          | 17                           | 4                            | Occitanie                  | 4 116            | 492 964 (2022)   | 119,8            |                  |
| 67                             | Bas-Rhin (m.s.)                | Strasbourg (préf. rég. et dép.)   | 1790         | 5                            | Haguenau-Wissembourg Molsheim Saverne Sélestat-Erstein Strasbourg              | 514                          | 23                           | 9                            | Grand Est                  | 4 755            | 1 156 963 (2022) | 243,3            |                  |
| 68                             | Haut-Rhin (m.s.)               | Colmar (préf. dép.)               | 1790         | 4                            | Altkirch Colmar-Ribeauvillé Mulhouse Thann-Guebwiller                          | 366                          | 17                           | 6                            | Grand Est                  | 3 525,2          | 767 800 (2022)   | 217,8            |                  |
| 69                             | Rhône (m.s.)                   | Lyon (préf. rég. et dép.)         | 1790         | 2                            | Lyon Villefranche-sur-Saône                                                    | 266                          | 13                           | 14                           | Auvergne-Rhône-Alpes       | 3 249,1          | 1 907 982 (2022) | 587,2            |                  |
| 70                             | Haute-Saône (f.s.)             | Vesoul (préf. dép.)               | 1790         | 2                            | Lure Vesoul                                                                    | 539                          | 17                           | 2                            | Bourgogne-Franche-Comté    | 5 360,1          | 233 920 (2022)   | 43,6             |                  |
| 71                             | Saône-et-Loire (f.s.)          | Mâcon (préf. dép.)                | 1790         | 5                            | Autun Chalon-sur-Saône Charolles Louhans Mâcon                                 | 564                          | 29                           | 5                            | Bourgogne-Franche-Comté    | 8 574,7          | 549 136 (2022)   | 64               |                  |
| 72                             | Sarthe (f.s.)                  | Le Mans (préf. dép.)              | 1790         | 3                            | La Flèche Mamers Le Mans                                                       | 354                          | 21                           | 5                            | Pays de la Loire           | 6 206            | 566 129 (2022)   | 91,2             |                  |
| 73                             | Savoie (f.s.)                  | Chambéry (préf. dép.)             | 1860         | 3                            | Albertville Chambéry Saint-Jean-de-Maurienne                                   | 273                          | 19                           | 4                            | Auvergne-Rhône-Alpes       | 6 028,3          | 445 288 (2022)   | 73,9             |                  |
| 74                             | Haute-Savoie (f.s.)            | Annecy (préf. dép.)               | 1860         | 4                            | Annecy Bonneville Saint-Julien-en-Genevois Thonon-les-Bains                    | 279                          | 17                           | 6                            | Auvergne-Rhône-Alpes       | 4 387,8          | 849 583 (2022)   | 193,6            |                  |
| 75                             | Paris (m.s.)                   | Paris (préf. de Paris)            | 1982         | 1                            | Paris                                                                          | 1                            | 0                            | 18                           | Île-de-France              | 105,4            | 2 113 705 (2022) | 20 054,1         |                  |
| 76                             | Seine-Maritime (f.s.)          | Rouen (préf. rég. et dép.)        | 1790         | 3                            | Dieppe Le Havre Rouen                                                          | 708                          | 35                           | 10                           | Normandie                  | 6 277,6          | 1 260 205 (2022) | 200,7            |                  |
| 77                             | Seine-et-Marne (f.s.)          | Melun (préf. dép.)                | 1790         | 5                            | Meaux Melun Provins Fontainebleau Torcy                                        | 507                          | 23                           | 11                           | Île-de-France              | 5 915,3          | 1 452 399 (2022) | 245,5            |                  |
| 78                             | Yvelines (f.p.)                | Versailles (préf. dép.)           | 1968         | 4                            | Mantes-la-Jolie Rambouillet Saint-Germain-en-Laye Versailles                   | 259                          | 21                           | 12                           | Île-de-France              | 2 284,4          | 1 470 778 (2022) | 643,9            |                  |
| 79                             | Deux-Sèvres (f.p.)             | Niort (préf. dép.)                | 1790         | 3                            | Bressuire Niort Parthenay                                                      | 256                          | 17                           | 3                            | Nouvelle-Aquitaine         | 5 999,4          | 375 415 (2022)   | 62,6             |                  |
| 80                             | Somme (f.s.)                   | Amiens (préf. dép.)               | 1790         | 4                            | Abbeville Amiens Montdidier Péronne                                            | 772                          | 23                           | 5                            | Hauts-de-France            | 6 170,1          | 565 540 (2022)   | 91,7             |                  |
| 81                             | Tarn (m.s.)                    | Albi (préf. dép.)                 | 1790         | 2                            | Albi Castres                                                                   | 314                          | 23                           | 3                            | Occitanie                  | 5 757,9          | 396 168 (2022)   | 68,8             |                  |
| 82                             | Tarn-et-Garonne (m.s.)         | Montauban (préf. dép.)            | 1808         | 2                            | Castelsarrasin Montauban                                                       | 195                          | 15                           | 2                            | Occitanie                  | 3 718,3          | 264 924 (2022)   | 71,3             |                  |
| 83                             | Var (m.s.)                     | Toulon (préf. dép.)               | 1790         | 3                            | Draguignan Toulon Brignoles                                                    | 153                          | 23                           | 8                            | Provence-Alpes-Côte d'Azur | 5 972,5          | 1 108 364 (2022) | 185,6            |                  |
| 84                             | Vaucluse (m.s.)                | Avignon (préf. dép.)              | 1793         | 3                            | Apt Avignon Carpentras                                                         | 151                          | 17                           | 5                            | Provence-Alpes-Côte d'Azur | 3 567,3          | 568 702 (2022)   | 159,4            |                  |
| 85                             | Vendée (f.s.)                  | La Roche-sur-Yon (préf. dép.)     | 1790         | 3                            | Fontenay-le-Comte La Roche-sur-Yon Les Sables-d'Olonne                         | 255                          | 17                           | 5                            | Pays de la Loire           | 6 719,6          | 706 343 (2022)   | 105,1            |                  |
| 86                             | Vienne (f.s.)                  | Poitiers (préf. dép.)             | 1790         | 3                            | Châtellerault Montmorillon Poitiers                                            | 265                          | 19                           | 4                            | Nouvelle-Aquitaine         | 6 990,4          | 438 688 (2022)   | 62,8             |                  |
| 87                             | Haute-Vienne (f.s.)            | Limoges (préf. dép.)              | 1790         | 3                            | Bellac Limoges Rochechouart                                                    | 195                          | 21                           | 3                            | Nouvelle-Aquitaine         | 5 520,1          | 372 438 (2022)   | 67,5             |                  |
| 88                             | Vosges (f.p.)                  | Épinal (préf. dép.)               | 1790         | 3                            | Épinal Neufchâteau Saint-Dié-des-Vosges                                        | 507                          | 17                           | 4                            | Grand Est                  | 5 873,8          | 358 700 (2022)   | 61,1             |                  |
| 89                             | Yonne (f.s.)                   | Auxerre (préf. dép.)              | 1790         | 3                            | Auxerre Avallon Sens                                                           | 423                          | 21                           | 3                            | Bourgogne-Franche-Comté    | 7 427,4          | 333 896 (2022)   | 45               |                  |
| 90                             | Territoire de Belfort (m.s.)   | Belfort (préf. dép.)              | 1922         | 1                            | Belfort                                                                        | 101                          | 9                            | 2                            | Bourgogne-Franche-Comté    | 609,4            | 140 082 (2022)   | 230              |                  |
| 91                             | Essonne (f.s.)                 | Évry-Courcouronnes (préf. dép.)   | 1968         | 3                            | Étampes Évry Palaiseau                                                         | 194                          | 21                           | 10                           | Île-de-France              | 1 804,4          | 1 324 546 (2022) | 734,2            |                  |
| 92                             | Hauts-de-Seine (m.p.)          | Nanterre (préf. dép.)             | 1968         | 3                            | Antony Nanterre Boulogne-Billancourt                                           | 36                           | 23                           | 13                           | Île-de-France              | 175,6            | 1 647 435 (2022) | 9 360,4          |                  |
| 93                             | Seine-Saint-Denis (f.s.)       | Bobigny (préf. dép.)              | 1968         | 3                            | Bobigny Le Raincy Saint-Denis                                                  | 40                           | 21                           | 12                           | Île-de-France              | 236,2            | 1 681 725 (2022) | 7 126            |                  |
| 94                             | Val-de-Marne (m.s.)            | Créteil (préf. dép.)              | 1968         | 3                            | Créteil Nogent-sur-Marne L'Haÿ-les-Roses                                       | 47                           | 25                           | 11                           | Île-de-France              | 245              | 1 419 531 (2022) | 5 794            |                  |
| 95                             | Val-d'Oise (m.s.)              | Pontoise (sous-préf.)             | 1968         | 3                            | Argenteuil Sarcelles Pontoise                                                  | 183                          | 21                           | 10                           | Île-de-France              | 1 245,9          | 1 270 845 (2022) | 1 019,9          |                  |
|                                |                                |                                   |              |                              |                                                                                |                              |                              |                              |                            |                  |                  |                  |                  |
| 971                            | Guadeloupe (f.s.)              | Basse-Terre (préf. dép.)          | 1946         | 2                            | Basse-Terre Pointe-à-Pitre                                                     | 32                           | 21                           | 4                            | Guadeloupe                 | 1 628,4          | 383 569 (2022)   | 235,5            |                  |
| 972                            | Martinique (f.s.)              | Fort-de-France (préf. dép.)       | 1946         | 4                            | Fort-de-France La Trinité Le Marin Saint-Pierre                                | 34                           | 0                            | 4                            | Martinique                 | 1 128            | 361 019 (2022)   | 320,1            |                  |
| 973                            | Guyane (f.s.)                  | Cayenne (préf. dép.)              | 1946         | 3                            | Cayenne Saint-Laurent-du-Maroni Saint-Georges                                  | 22                           | 0                            | 2                            | Guyane                     | 83 533,9         | 288 382 (2022)   | 3,5              |                  |
| 974                            | La Réunion (f.s.)              | Saint-Denis (préf. dép.)          | 1946         | 4                            | Saint-Denis Saint-Pierre Saint-Benoît Saint-Paul                               | 24                           | 25                           | 7                            | La Réunion                 | 2 503,7          | 881 348 (2022)   | 352              |                  |
| 976                            | Mayotte (f.s.)                 | Mamoudzou (préf. dép.)            | 2011         | -                            | -                                                                              | 17                           | 13                           | 2                            | Mayotte                    | 376              | 256 518 (2017)   | 682,2            |                  |
| France métropolitaine          | France métropolitaine          | France métropolitaine             |              | 320                          |                                                                                | 34 816                       | 1 995                        | 539                          |                            | 543 940          | 65 846 255       | 121,1            |                  |
| Départements d'outre-mer       | Départements d'outre-mer       | Départements d'outre-mer          |              | 13                           |                                                                                | 129                          | 59                           | 19                           |                            | 89 170           | 1 914 318        | 21,5             |                  |
| France (DROM inclus, hors COM) | France (DROM inclus, hors COM) | France (DROM inclus, hors COM)    |              | 333                          |                                                                                | 34 945                       | 2 054                        | 558                          |                            | 633 110          | 67 760 573       | 107,1            |                  |

### Collectivités territoriales

#### Départements de droit commun
La liste suivante recense les 93 départements en tant que collectivités territoriales.
En France métropolitaine
- 01D : Ain
- 02D : Aisne
- 03D : Allier
- 04D : Alpes-de-Haute-Provence
- 05D : Hautes-Alpes
- 06D : Alpes-Maritimes
- 07D : Ardèche
- 08D : Ardennes
- 09D : Ariège
- 10D : Aube
- 11D : Aude
- 12D : Aveyron
- 13D : Bouches-du-Rhône
- 14D : Calvados
- 15D : Cantal
- 16D : Charente
- 17D : Charente-Maritime
- 18D : Cher
- 19D : Corrèze
- 21D : Côte-d'Or
- 22D : Côtes-d'Armor
- 23D : Creuse
- 24D : Dordogne
- 25D : Doubs
- 26D : Drôme
- 27D : Eure
- 28D : Eure-et-Loir
- 29D : Finistère
- 30D : Gard
- 31D : Haute-Garonne
- 32D : Gers
- 33D : Gironde
- 34D : Hérault
- 35D : Ille-et-Vilaine
- 36D : Indre
- 37D : Indre-et-Loire
- 38D : Isère
- 39D : Jura
- 40D : Landes
- 41D : Loir-et-Cher
- 42D : Loire
- 43D : Haute-Loire
- 44D : Loire-Atlantique
- 45D : Loiret
- 46D : Lot
- 47D : Lot-et-Garonne
- 48D : Lozère
- 49D : Maine-et-Loire
- 50D : Manche
- 51D : Marne
- 52D : Haute-Marne
- 53D : Mayenne
- 54D : Meurthe-et-Moselle
- 55D : Meuse
- 56D : Morbihan
- 57D : Moselle
- 58D : Nièvre
- 59D : Nord
- 60D : Oise
- 61D : Orne
- 62D : Pas-de-Calais
- 63D : Puy-de-Dôme
- 64D : Pyrénées-Atlantiques
- 65D : Hautes-Pyrénées
- 66D : Pyrénées-Orientales
- 69D : Rhône
- 70D : Haute-Saône
- 71D : Saône-et-Loire
- 72D : Sarthe
- 73D : Savoie
- 74D : Haute-Savoie
- 76D : Seine-Maritime
- 77D : Seine-et-Marne
- 78D : Yvelines
- 79D : Deux-Sèvres
- 80D : Somme
- 81D : Tarn
- 82D : Tarn-et-Garonne
- 83D : Var
- 84D : Vaucluse
- 85D : Vendée
- 86D : Vienne
- 87D : Haute-Vienne
- 88D : Vosges
- 89D : Yonne
- 90D : Territoire de Belfort
- 91D : Essonne
- 92D : Hauts-de-Seine
- 93D : Seine-Saint-Denis
- 94D : Val-de-Marne
- 95D : Val-d'Oise

En outre-mer
- 971D : Guadeloupe
- 974D : La Réunion

#### Département à statut particulier
- 6AE : collectivité européenne d'Alsace

La loi no 2019-816 crée en 2021 la collectivité européenne d'Alsace (6AE), fusion du Bas-Rhin (67D) et du Haut-Rhin (68D),. Elle n'est cependant pas institutionnalisée comme une collectivité à statut particulier et dispose actuellement d'un statut assimilable à celui d'un département, avec des compétences spécifiques que les autres collectivités départementales n'ont pas.

#### Collectivités territoriales avec des compétences départementales
Les collectivités à statut particulier ou collectivités territoriales uniques, listées ci-dessous, disposent des compétences départementales :
- 20R : collectivité de Corse : la loi NOTRe crée en 2018 la collectivité de Corse, une collectivité territoriale unique, en lieu et place de la collectivité territoriale de Corse (CTC) et des départements de Corse-du-Sud (2A) et de Haute-Corse (2B)[14] ;
- 69M : métropole de Lyon : la loi MAPTAM de 2014 crée la métropole de Lyon (69M), en lieu et place de la communauté urbaine de Lyon et donc sur une partie du département du Rhône (69D)[15]. Cela n'influe toutefois pas sur le nombre total de collectivités départementales. La circonscription du Rhône (69) s'étend sur ces deux collectivités territoriales ;
- 75C : Ville de Paris : la loi no 2017-257 crée en 2019 la Ville de Paris (75C), fusion du département de Paris (75) et de la commune de Paris (75056)[16],[17] ;
- 972R : collectivité territoriale unique de la Martinique : la loi no 2011-884 crée en 2015 les collectivités territoriales uniques de Martinique (972R) et de Guyane (973R)[15],[18],[19] ;
- 973R : collectivité territoriale unique de la Guyane ;
- 976D : département de Mayotte : la loi no 2010-1487 crée en 2011 la collectivité territoriale unique de Mayotte (976R)[20],[21].

## Anciens départements
Il est à noter qu'à part Saint-Pierre-et-Miquelon (DOM jusqu'en 1985), la plupart de ces anciens départements ne sont pas des collectivités territoriales au sens administratif du terme, dans la mesure où les lois sur la décentralisation du premier mandat de François Mitterrand n'avaient pas encore été votées.
- Départements d'Algérie
- Départements d'Allemagne
- Départements de Belgique et du Luxembourg
- Départements d'Espagne
- Départements de Grèce
- Départements d'Italie et de Savoie
- Départements des Pays-Bas
- Départements de Saint-Domingue
- Départements de Suisse
- Golo
- Liamone
- Meurthe
- Rhône-et-Loire
- Saint-Pierre-et-Miquelon
- Seine
- Seine-et-Oise

## Autres territoires
Les autres territoires de la République française ne sont pas des départements. Ils possèdent néanmoins un code analogue.
- Cinq collectivités d'outre-mer :
  - 975 : Saint-Pierre-et-Miquelon, département de 1976 à 1985, ne fait plus partie de l'Union européenne depuis 1985 (PTOM) ;
  - 977 : Saint-Barthélemy, collectivité unique, auparavant rattachée à la Guadeloupe, ne fait plus partie de l'Union européenne depuis 2012 (PTOM) ;
  - 978 : Saint-Martin, collectivité unique, auparavant rattachée à la Guadeloupe, fait partie de l'Union européenne (RUP) ;
  - 986 : Wallis-et-Futuna, collectivité unique, n'a jamais fait partie de l'Union européenne (PTOM) ;
  - 987 : Polynésie française, également qualifiée depuis 2004 de pays d'outre-mer, n'a jamais fait partie de l'Union européenne (PTOM).
- Un pays d'outre-mer à statut sui generis :
  - 988 : Nouvelle-Calédonie, n'a jamais fait partie de l'Union européenne (PTOM).

- Un territoire d'outre-mer à statut particulier :
  - 984 : Terres australes et antarctiques françaises, sans population permanente, composées de cinq districts : l'archipel des Crozet ; l'archipel des Kerguelen ; les îles Saint-Paul et Amsterdam ; la terre Adélie et les îles Éparses de l'océan Indien.
- Une collectivité unique, relevant du domaine privé de l'État :
  - 989 : île Clipperton, auparavant rattachée à la Polynésie française, sans population permanente.

Sept collectivités de la République Française partagent cependant leur territoire avec des circonscriptions départementales :
- trois collectivités à statut particulier (CSP) :
  - 69M : métropole de Lyon avec la circonscription du Rhône (69) ;
  - 75C : Ville de Paris avec la circonscription de Paris (75).
  - la collectivité de Corse avec les circonscriptions de la Corse-du-Sud (2A) et de la Haute-Corse (2B).
- trois collectivités territoriales uniques (CTU) situées outre-mer :
  - 972R : la Martinique (972R) avec la circonscription de Martinique (972) ;
  - 973R : la Guyane (973R) avec la circonscription de Guyane (973) ;
  - 976R : Mayotte (976R) avec la circonscription de Mayotte (974) ;
- Une collectivité de métropole à statut sui generis :
  - 6AE : collectivité européenne d'Alsace, avec les circonscriptions du Bas-Rhin (67) et du Haut-Rhin (68).

## Code ISO
Auparavant, les départements français métropolitains possédaient un code ISO sous la forme suivante : FR-XX où XX est le code du département (par ex. FR-33 pour la Gironde). Les successives évolutions des statuts de certains départements ont provoqué un enrichissement des codes ISO 3166-2 dont la liste est visible dans cet article :